# Werboweć (obwód zakarpacki)
Werboweć (ukr. Вербовець) – wieś na Ukrainie, w obwodzie zakarpackim, w rejonie wynohradiwskim. W 2001 roku liczyła 1206 mieszkańców.